# 霧島神社
霧島神社（きりしまじんじゃ）は、かつて日向国にあった神社（式内社）である。また、霧島神宮の旧社名でもある。
国史の初見は『続日本後紀』承和4年（837年）8月1日条で、「日向国子湯郡都濃神。妻神。宮埼郡江田神。諸県郡霧島岑神。並預官社（都農神社・都萬神社・江田神社・霧島岑神社を官社に預かる）」とし従五位上を授けられたと記載されている。
その後、『日本三代実録』天安2年（858年）10月22日条に従四位下の神階を授けるという記述がある。
延喜式神名帳では「日向国諸県郡 霧嶋神社」と記載され、小社に列している。
霧島神社は霧島山の神を祀ったものであり、元々は高千穂峰と火常峰（御鉢）の間に社殿があったが、延暦7年（788年）7月の火常峰（御鉢）の噴火で焼失した後その麓に再興されたものの、文暦元年（1234年）の火常峰（御鉢）の大噴火により焼失したため遷座され、また分社も行われた。そのため現在、式内社・霧島神社の論社には以下の４社がある。
- 霧島岑神社（宮崎県小林市細野、旧県社、祭神 瓊瓊杵命ほか）
- 東霧島神社（宮崎県都城市高崎町東霧島、旧県社、祭神 伊弉諾尊）
- 霧島東神社（宮崎県西諸県郡高原町蒲牟田、旧県社、祭神 伊弉諾尊・伊弉冉尊）
- 霧島神宮（鹿児島県霧島市霧島田口、旧官幣大社、祭神 瓊瓊杵尊）

霧島岑神社（霧島山中央六所権現）の社伝によれば、天慶・天暦年間に性空上人が霧島岑神社に参籠し、霧島山の四方に夷守神社ほか４社を創建したという。その後文暦元年（1234年）の火常峰（御鉢）の噴火により社殿は焼失、その後末社の霧辺王子神社の辺に遷座されたが、享保元年（1716年）に新燃岳が噴火し社殿が再び焼失、御神体は今坊権現に奉遷、次いで細野村岡原に遷座されたが元の社地は全く荒廃したので、享保１４年（1729年）、夷守岳（ひなもりだけ）中腹に社殿を再建、明治初頭まで鎮座された。明治６年（1873年）に同じく霧島六社権現に数えられていた夷守神社を合祀した後、夷守神社跡地（現在地）に遷座した。
また、霧島神宮の社伝によれば、文暦元年（1234年）の噴火で社殿（高千穂河原の古宮址）を焼失し、社殿を霧島山の東の長尾山に移し東霧島権現（東霧島神社）とした。文明１６年（1484年）、島津忠昌がこれを東西の２社に分けた。その東社（霧島東御在所権現）が現在の霧島東神社、西社（西御在所霧島権現）が現在の霧島神宮である。
その他にも、文暦元年（1234年）の噴火で社殿を焼失し、社殿を霧島山の東の長尾山に移した後、これを現在の霧島岑神社と霧島東神社の２社に分け、更に霧島東神社から霧島西神社（現在の霧島神宮）を分けたという伝承もある。
このように文暦元年（1234年）の御鉢の噴火によって消失した社のその後の現在に至るまでの経緯については、様々な伝承があるようである。
これら4社に狭野神社（狭野大権現）・夷守神社（夷守六所権現。明治6年に霧島岑神社に合祀）を加えて霧島六社権現という。
古来より霧島山中央六所権現がその名の通り中心的な役割を果たしていた。後年になり西御在所霧島六社権現もその役割を担う様になっていった。西御在所霧島六社権現は明治の神仏分離の際に霧島神社に改称した。明治7年（1874年）、霧島神社は霧島神宮となり、明治10年に東霧島神社を、明治13年に霧島東神社を摂社とした。